# Lisa Baker
Allison Parks Angela Dorian
Lisa Baker est une modèle de charme américaine. 
Elle est connue en tant que playmate du magazine Playboy en novembre 1966, et fut ensuite désignée comme Playmate de l'Année 1967.

## Biographie
Originaire du Texas, elle avait quatre frères et trois sœurs. Elle fit des études en Oklahoma ou sa famille s'était établie alors qu'elle avait deux ans, puis travailla au service des prêts dans une banque. Elle vint en Californie à 18 ans à l'occasion de vacances, et finit par y demeurer. 
Elle fut remarquée, lors d'un mariage, par la photographe Melba Figge qui la persuada de poser pour Playboy. Ses photos de playmate furent prises par Bill Figge et Ed DeLong. Lors de son élection comme Playmate de l'Année, elle reçut en cadeau notamment  un coupé Plymouth Barracuda Fastback. 
Elle fut une des 11 Playmates de l'Année présentes en septembre 1979, lors de la grande fête organisée pour les 25 ans du magazine au Manoir Playboy de Los Angeles, qui au total rassembla 136 playmates. 
Elle posa à nouveau pour Playboy avec d'autres collègues playmates des années passées : en février 1976 (And Now ... Funderwear !) puis en décembre 1979 (Playmates Forever) - photos plus osées, avec poils pubiens visibles  après l'épisode des « Guerres pubiennes ». 
Lisa a été mariée deux fois. La première fois, ce fut avec un policier qui lui avait mis une contravention pour excès de vitesse. Il restèrent ensemble douze ans, dont sept années de mariage. 
Redevenue célibataire, elle est retournée près de sa famille au Texas, et y réside avec son amie
la playmate DeDe Lind, Miss août 1967.

## Apparitions dans les numéros spéciaux dePlayboy
- Playboy's Playmates - The First 15 Years, 1983
- Playboy's Book of Lingerie, 1984
- Playboy's Playmates of the Year, Novembre-Décembre 1986
- Playboy's Book of Lingerie, Juillet-Août 1996
- Playboy's Pocket Playmates v1n5 (1970-1965), 1996
- Playboy's Book of Lingerie, Mai-Juin 1997
- Playboy's Facts & Figures, Octobre 1997
- Playboy's Celebrating Centerfolds Vol. 2, 23 mars 1999
- Playboy's Centerfolds Of The Century, Avril 2000
- Playboy's Playmates of the Year Décembre 2000